# Demián Bichir
Demián Bichir Nájera (Cidade do México, 1 de agosto de 1963) é um ator mexicano de cinema e televisão, membro de uma família de origem libanesa. Ficou conhecido por seus papéis nas novelas Nada personal e La otra mitad del sol, nas séries Weeds e The Bridge e nos filmes A Better Life (onde foi indicado ao Oscar de melhor ator na Edição de 2012), Os Oito Odiados, Alien: Covenant e o mais recente A Freira.

## Biografía
Filho de Alejandro Bichir e Maricruz Nájera, Demián tem dois irmãos também atores Odiseo Bichir e Bruno Bichir. Estudou com seus irmãos na escola Francisco Medina Ascencio, na zona metropolitana do Valle de México.
Sua carreira focada principalmente no cinema e na televisão, começou com pequenos papéis em novelas e também apareceu em alguns filmes como Rojo amanecer, Miroslava e La vida conyugal. Dublou na versão latina alguns personagens, como: o Príncipe Eric em A Pequena Sereia (1989), o protagonista de Aladdin (1992) e Tulio de O Caminho para El Dorado (2000). Depois rodou alguns filmes mexicanos como Cilantro y perejil, Sexo, pudor y lágrimas e Todo el poder. Em 2008 foi chamado por Steven Soderbergh para interpretar a Fidel Castro em Che, el argentino e Che: Guerrilla.
Na TV Azteca participou das telenovelas Nada personal, Demasiado corazón e La otra mitad del sol. Na Bolivia esteve no filme American visa do diretor Juan Carlos Valdivia. Com Argos Producciones realizou a minissérie Zapata: amor en rebeldía, onde interpretou a Emiliano Zapata.
Em 2008 participou da série Weeds, interpretando Esteban, marido de Nancy e pai de seu terceiro filho, Steve.  
No dia 24 de janeiro de 2012, Bichir conseguiu uma indicação ao Óscar de Melhor Ator por seu papel em A Better Life, onde fez Carlos Galindo, um imigrante mexicano que trabalha nos Estados Unidos e que vive junto com seu filho adolescente. Bichir se converteu no segundo intérprete mexicano a conseguir uma indicação ao Óscar na categoria de Melhor Ator, depois das duas vezes de Anthony Quinn em 1952 e 1956.
Em 2013, Bichir conseguiu o papel de co-protagonista, ao lado de Diane Kruger, na serie norte americana The Bridge.
Quando perguntado sobre sua comida preferida, respondeu: "Un buen pozole con maíz reventado".
Participou do filme Alien: Covenant em 2017. E em 2018 fez parte do elenco do filme A Freira, onde interpretou o Padre Anthony Burke. 

## Filmografia

### Filmes
- 1989: Rojo amanecer (Jorge)
- 1993: Miroslava (Ricardo)
- 1993: La vida conyugal (Gaspar)
- 1994: Hasta morir (Mauricio)
- 1995: Cilantro y perejil (Carlos Rodríguez)
- 1997: Perdita Durango (Catalina)
- 1998: Santitos
- 1999: Sexo, pudor y lágrimas (Tomás)
- 1999: Todo el poder (Gabriel)
- 2000: La toma de la embajada (Rosemberg Pabón)
- 2001: Sin noticias de Dios (Manny)
- 2005: American visa (Mario)
- 2006: Fuera del cielo (Malboro)
- 2008 Enemigos íntimos
- 2008 Che (Fidel Castro)
- 2010 Hidalgo: A História Jamais Contada (Miguel Hidalgo y Costilla)
- 2012 The Runway (Ernesto)
- 2011 A Better Life (Carlos Galindo)
- 2012 Savages (Alex)
- 2013 Machete Kills (Mendez, the Madman)
- 2015 Os Oito Odiados (Bob / Marco, O Mexicano)
- 2016 Nerds, Bebidas e Curtição (Yaco)
- 2016 Lowriders: A Arte Nos Carros (Miguel Alvarez )
- 2016 7:19: A Hora do Terremoto (Fernando Pellicer)
- 2017 Alien: Covenant (Tennessee, piloto da Aliança)
- 2018 A Freira (Padre Anthony Burke)
- 2019 Chaos Walking (Ben Moore)
- 2020 The Grudge  (Detetive Goodman)
- 2019 Grand Hotel (Gonzalo Cardenas)
- 2020 The Grudge  (Detetive Goodman)
- 2020 The Midnight Sky (Sanchez)
- 2021 Chaos Walking (Ben Moore)
- 2021 Godzilla vs. Kong

### Telenovelas
- 1977-1978: Rina, como Juanito
- 1982: Vivir enamorada, como Nacho
- 1983: Cuando los hijos se van, como Ricardo
- 1984: Guadalupe, como Antonio "Toño" Pereyra
- 1984-1985: Los años felices, como Tomás
- 1987-1988: El rincón de los prodigios, como Monchito
- 1995-1996: Lazos de amor, como Valente Segura
- 1996-1997: Nada personal, como o comandante Alfonso Carbajal
- 1997-1998: Demasiado corazón, como o comandante Alfonso Carbajal
- 2005: Sombreros, como Mr. Nielsen
- 2005: La otra mitad del sol, como Felipe

### Séries de Televisão / Telefilmes
- 1983: Choices of the Heart (telefilme), como Armando
- 2001: In the Time of the Butterflies (telefilme), como Manolo
- 2004: Zapata: amor en rebeldía (minissérie), como Emiliano Zapata
- 2008: Capadocia, como Carlos
- 2008: Weeds, como Esteban Reyes
- 2013: The Bridge, como Marco Ruiz

### Teatro
- 2012: Nadando con tiburones.

## Prêmios e Indicações
| Prêmio                   | Categoria                         | Recipiente    | Resultado |
| ------------------------ | --------------------------------- | ------------- | --------- |
| Oscar da Academia        | Melhor Ator                       | A Better Life | Indicado  |
| Independent Spirit Award | Melhor Ator Principal             | A Better Life | Indicado  |
| SAG Award                | Melhor Ator (Principal) no Cinema | A Better Life | Indicado  |
| ALMA Award               | Ator Favorito no Cinema           | A Better Life | Indicado  |
| Black Reel Award         | Melhor Ator                       | A Better Life | Indicado  |